# Erez
Erez (in ebraico: ארז, lett. cedro), è un kibbutz nel sud-ovest di Israele. 
Situato nella parte nord-occidentale del Negev, circa 18 chilometri a sud di Ashkelon, cade sotto la giurisdizione del Consiglio regionale di Sha'ar HaNegev. Nel 2006 aveva una popolazione di 333 abitanti.

## Economia
Il Kibbutz ha tre principali industrie; agricoltura (seminativi e frutta di allevamento, nonché alla zootecnia), attività manifatturiere (il "Erez Thermoplastics Products" società produce materiali in plastica per coperture) e  ricerca e sviluppo.